# BMW HP4
Die BMW HP4 ist ein Motorradmodell der Klasse Superbike/Supersportler des deutschen Motorradherstellers BMW.

## Modelljahr 2013
Die HP4 wurde auf Basis der S 1000 RR entwickelt und im Juli 2012 vorgestellt. Am 1. Dezember 2012 wurde sie offiziell auf dem Markt eingeführt. Das Motorrad wurde bis 2014 im BMW-Werk Berlin in Spandau produziert.
Der wasser-/ölgekühlte Vierzylinder-Viertakt-Reihenmotor leistet 142 kW (193 PS) und ermöglicht so eine Höchstgeschwindigkeit von über 300 km/h. Der Reihenmotor hat bei einer Bohrung von 80 mm, einem Hub von 49,7 mm und einer Verdichtung von 13,0:1 einen Hubraum von 999 cm³. Eine Titan-Auspuffanlage sorgt für mehr Drehmoment im mittleren Drehzahlbereich und eine Gewichtsersparnis von 4,5 kg. Der Rahmen der Maschine ist ein Aluminiumverbund-Brückenrahmen, bei dem der Motor mittragend ist. Eine elektronische Dynamic Damping Control (DDC) passt die Zug- und Druckstufendämpfung an Federbein und Teleskopgabel über elektrisch angesteuerte Regelventile automatisch der jeweilige Fahrsituation an, um die bestmögliche Traktion und Haftung zu erreichen. Die HP4 ist das erste Serienmotorrad, bei dem DDC zum Einsatz kommt.
Das serienmäßige Race-ABS regelt das Bremsverhalten und kann in einen der vier verschiedenen Modi eingestellt oder abgeschaltet werden. Gegenüber dem Basismodell S 1000 RR wurde auch die Traktionskontrolle überarbeitet, die Regelintensität kann nun vom Fahrer mehrstufig eingestellt werden.
Fahrfertig und zu 90 % vollgetankt wiegt die HP4 199 kg. Die maximale Zuladung beträgt 207 kg. Der Kraftstofftank fasst 17,5 Liter, der Hersteller empfiehlt, Superplus/Super mit 95 Oktan zu tanken.

## Technische Daten HP4
- Motor: Wasser-/ölgekühlter Vierzylinder-Viertakt-Reihenmotor, vier Ventile aus Titan pro Zylinder, quer eingebaut
- Gemischaufbereitung: elektronische Saugrohreinspritzung
- Verdichtungsverhältnis: 13,0:1
- Hubraum: 999 cm³
- Nennleistung: 142 kW (193 PS) bei 13.000 min−1
- max. Drehmoment: 112 Nm bei 9.750 min−1
- Titan-Auspuffanlage[3]
- Kraftübertragung: Mehrscheibenkupplung im Ölbad, Anti-Hopping-Kupplung, Klauengeschaltetes Sechsgang-Getriebe
- Fahrgestell: Aluminiumverbund-Brückenrahmen, Motor mittragend
- Gefräste Fußrastenanlage
- Federung/Dämpfung vorn: Upside-Down Teleskopgabel ⌀ 46 mm, DDC Dynamic Damping Control, elektronisch geregelt
- Federweg vorn: 120 mm
- Gefräste Gabelbrücke mit eingravierter Seriennummer
- Federung/Dämpfung hinten: Aluminium-Zweiarmschwinge, DDC Dynamic Damping Control (Zentralfederbein)
- Federweg hinten: 130 mm.
- Gefräste Aluminium Schmiederäder 3.5x17" vorne & 6.0x17" hinten
- Bereifung 120/70-ZR17 & 200/55-ZR17 hinten
- Bremsen: Monoblock Bremssattel vorne mit Doppelscheibenbremse, schwimmend neunfach gelagerte Bremsscheiben mit 320 mm Durchmesser. Hinten Einscheibenbremse 220 mm, Ein-Kolben-Schwimmsattel, inkl. Race-ABS
- Motorrad Verkleidung in Carbon Ausführung
- Optionales Competion Paket[4]
- Tankinhalt: 17,5 l davon ca. 4 l Reserve
- Leergewicht: 199 kg (inkl. Race-ABS)
- Höchstgeschwindigkeit: über 300 km/h

## Modelljahr 2017
2016 stellte BMW auf der EICMA die HP4 Race mit Rahmen und Felgen aus Carbon als Prototyp vor; die Maschine, die keine Straßenzulassung hat und als Monoposto ausgeführt ist, wiegt vollgetankt 171,4 kg ("trocken" 146 kg). Sie besitzt keine Beleuchtung, Spiegel, Blinker, Kennzeichenträger.

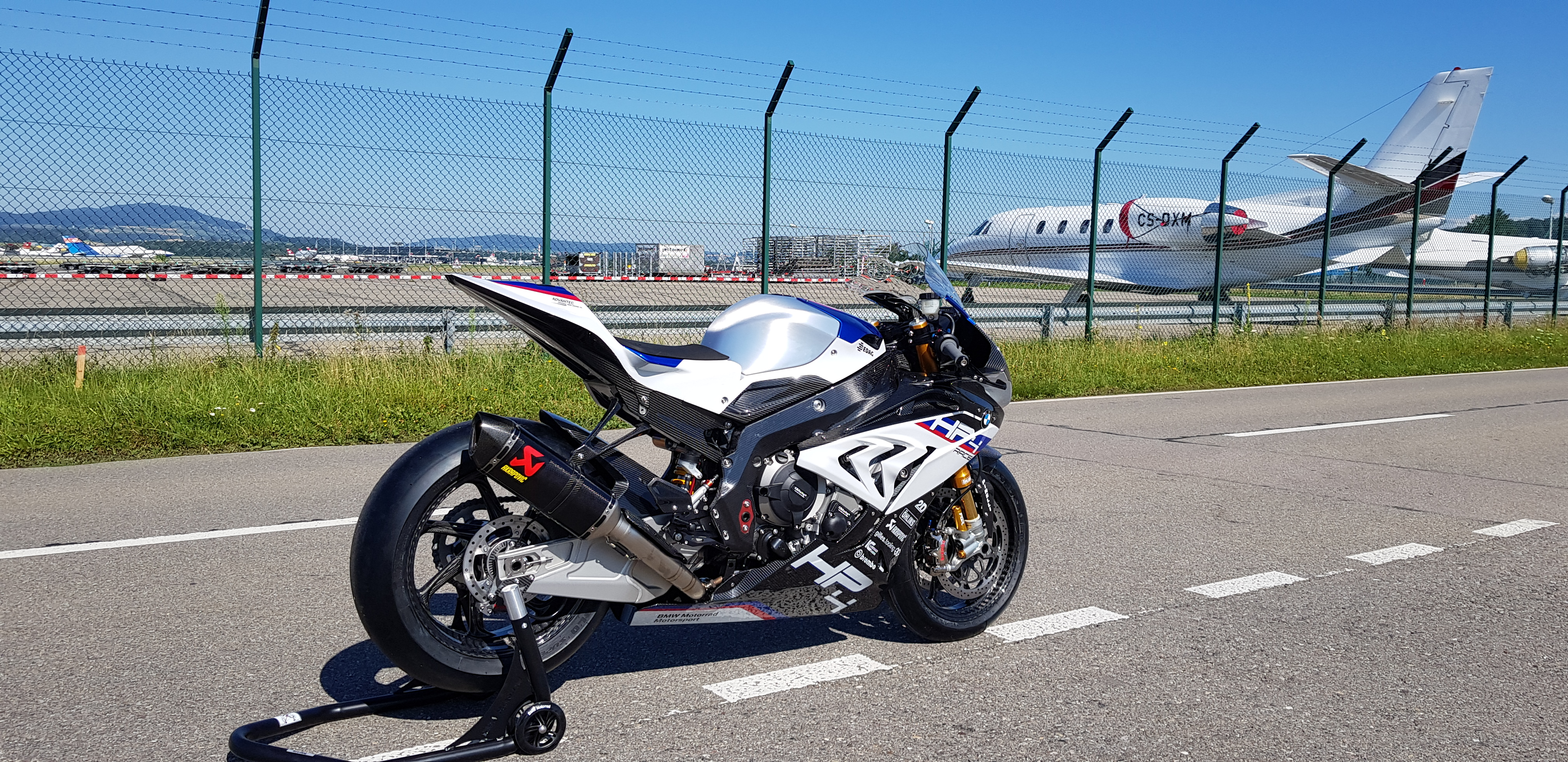
HP4 Race, Baujahr 2019

Ihr Motor mit 999 cm³ Hubraum leistet mit 158 kW (215 PS) 16 PS mehr als bei der Straßenversion S 1000 RR; seine Höchstdrehzahl wurde von 14.200 auf 14.500/min gesteigert.
Die HP4 Race wird in Handarbeit in Berlin hergestellt; ihre Stückzahl wurde auf 750 Exemplare begrenzt. Der Preis dieses exklusiven Racers beträgt ca. 80.000 €.